# Фэррен
Фэ́ррен (Дебби Фойзи, 1 июня 1952) — канадская фолк-певица, автор песен и поэт.
Фэррен оказала большое влияние на таких исполнителей, как Ани ДиФранко, Mary Gauthier и Indigo Girls.
Грубоватый стиль пения Фэррен, медлительное исполнение текстов, поэзия породили многочисленные положительные сравнения с такими музыкантами, как Леонард Коэн, Боб Дилан и Брюс Спрингстин. Феррон называют «Джонни Кэшем лесбийской фолк-музыки» (Bett Williams 2000).
Критик Эль Кауфман оценив качественные отличия от остальных, написал в итоге «Феррон — это нечто большее, чем просто ответ на вопрос „Что было бы, если Боб Дилан родился канадский лесбиянкой?“ Во-первых, в отличие от своих гнусавых коллег, голос Феррон богатый и очень красивый. Кроме того, подобно Дилану, Фэррен — поэт, который может передать эмоции, не становясь при этом излишне сентиментальной, способный убеждать без педантичности. Как настоящий художник, она создаёт картину, а слушатели извлекают что-то новое для себя, исходя из собственного опыта. «Фэррен — настоящая соль земли, певец, предлагающий своё искусство с засученными рукавами, готовым на самопожертвование. Она ведёт разговор с открытым сердцем, выступает храбро и самоотверженно, что могут не многие артисты. Её песни не звучат сдержанно, но как будто сопереживают мучительным волнениям и трудностям жизненных испытаний. В мире Фэррен, содержание песен проявляется так, что кажется, они жили на холсте её жизни, а не только в пределах искусства… Когда она поет, никто не может избежать силы и могущества, заключающихся в её повелительном голосе». (Heselgrave 2008).

## Дискография
- Ferron (1977)
- Ferron Backed Up (1978)
- Testimony (1980)
- Shadows on a Dime (1984)
- Phantom Center (1990)
- Not a Still Life (1992, live)
- Resting With the Question (1992)
- Driver (1994)
- Still Riot (1996)
- Inside Out (1999)
- Impressionistic (2002)
- Turning Into Beautiful (2005)
- The Complete Works: Testimony, Driver, Shadows on a Dime, Turning Into Beautiful (2007—2008)
- Boulder (2008)

## Юность
Принадлежа к индейским племенам Кри и Оджибве  Фэррен выросла в районе Ванкувера провинции Британская Колумбия в Канаде. Старшая из семи детей, она разрывалась между приёмной семьёй и матерью с жестоким отчимом. Фэррен научилась игре на гитаре в 11 лет, а в 15 лет ушла из дома. Фэррен посещала Total Ed, альтернативную высшую школу в Ванкувере, которую окончила в 1973 (Thomas 2002). Фэррен пишет о своих первых музыкальных воспоминаниях:» Во франкоканадской семье матери часто звучала музыка. Я слушала игру на гитарах и банджо, аккордеоне, стиральной доске, а дедушка танцевал народную чечетку Клоггинг. Я собрала всё это вместе…музыку радости, любви и веселья. Я начала сочинять песни в 10 лет, но перестала их записывать после того, как одноклассники нашли их и стали меня дразнить. Я писала песни и запоминала их, и забывала, когда те становились уже не важны. В следующий раз, когда я записала песню, мне исполнилось 18 лет. Это был 1970 год. « И это была первая записанная песня, с которой Фэррен дебютировала в 1975 году, спев песню „Who Loses“ на благотворительном концерте для Women’s Press Gang, феминистского издательства.

## 1970-е и 1980-е годы
Впоследствии Фэррен основала свою собственную студию грамзаписи,Lucy Records, выпустила свой дебютный альбом „Фэррен“ в 1977 году. Альбом был записан в студии на магнитофон с двухдорожечной записью, Фэррен заключает, что качество было довольно плохое.» Тем не менее, всю тысячу копий быстро раскупили.
1980-е Testimony стал её первым профессиональным альбомом и привлёк к ней огромный интерес в США, особенно среди женского музыкального сообщества.
Альбом 1984 года «Shadows on a Dime» получил рейтинг 4 звезды (из пяти) от журнала Rolling Stone, который назвал Фэррен культурным героем, а об альбоме — «девушка-ковбой встречает Йейтса»… прекрасно"

## 1990-е и далее
Получив в 1985 году гранд Канадского Совета по Искусствам для дальнейшего развития музыкальных способностей, она несколько лет не выступала, вернувшись в 1990 году с альбомом Phantom Center. Альбом выгодно отличал бэк-вокал тогда ещё не известной Тори Эймос и он был впоследствии высоко оценен. Альбом был переиздан в дуэте с The Indigo Girls.
Между 1992 и 1994 годами Фэррен выпустила три альбома под своим собственным лейблом Cherrywood Station. Альбом Driver был замечен Earthbeat Records, оценен критиками как шедевр и номинирован на канадскую музыкальную премию Juno Award в 1995 году. Американская звукозаписывающая компания Warner Bros. Record подписала контракт с Фэррен, и она получала возможность для создания в студии альбома Still Riot с канадским музыкантом db Benedictson.Она получила музыкальную награду  за жизненные заслуги от Американской музыкальной премии геев и лесбиянок в 1996 году.
Специально для Института музыкального творчества IMA (Institute for Musical Arts (IMA) Фэррен выпустила альбом Inside Out (1999, который включал кавер-версии знаменитых мелодий 1950-х-1970-х гг., таких как Different Drum,Walk Away Renée, Don't Worry Baby,Needles and Pins,I Feel Fine, What Becomes of the Brokenhearted и др.